# میدان حسن‌آباد

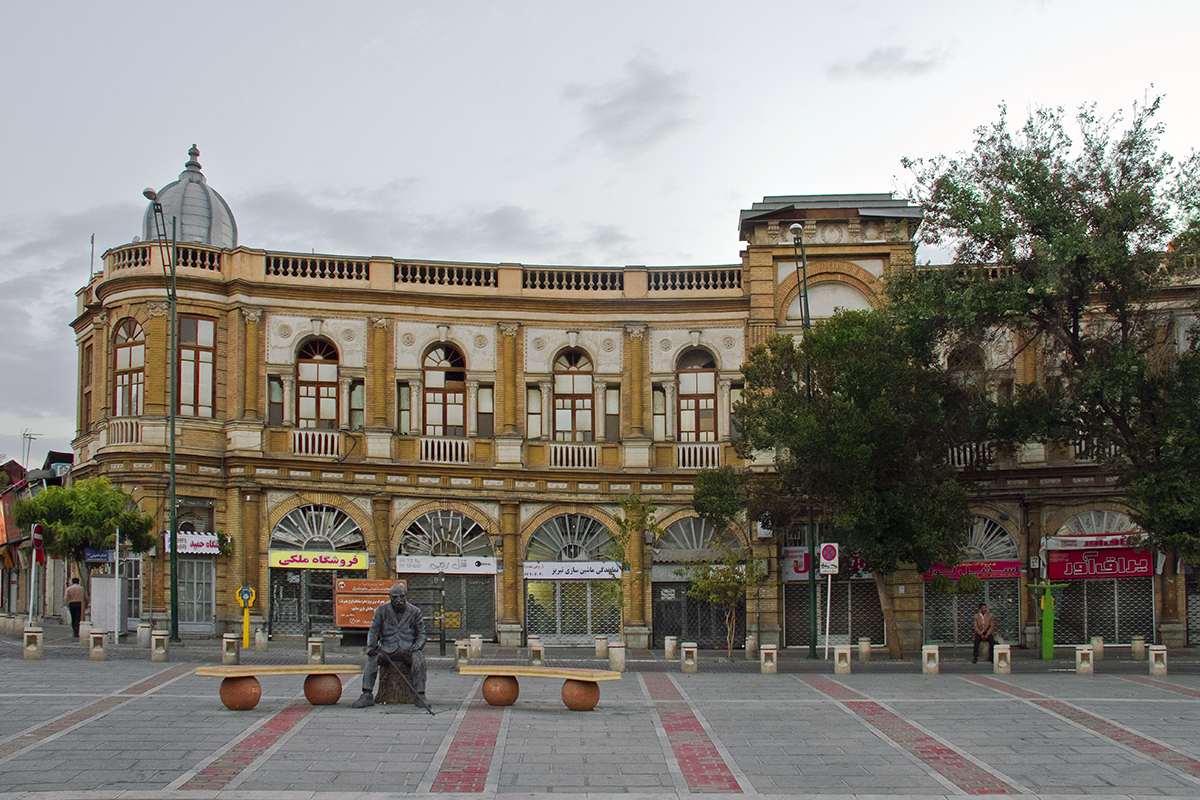
نمای یکی از ساختمان‌های گنبدی‌شکل و مبلمان شهری در میدان

میدان حسن‌آباد (نام‌های پیشین: «میدان ملک‌المتکلمین» یا «میدان هشت گنبد» «میدان پهلوی» یا «میدان ۳۱ شهریور») میدانی است در بافت تاریخی شهر تهران که در تقاطع خیابان امام خمینی (سپه) با خیابان حافظ و خیابان وحدت اسلامی (خیابان شاهپور) واقع شده‌است.
میدان حسن‌آباد که پس از انقلاب ایران (۱۳۵۷) به «میدان ۳۱ شهریور» تغییر نام یافته بود و دوباره به نام حسن‌آباد ثبت گردید میدان حسن‌آباد از میدان‌های تاریخی و بخشی از بافت تاریخی و سنتی تهران قاجاری است. این میدان و ساختمان‌های گنبدی پیرامونش در سال ۱۳۰۹ ساخته شد و به بهره‌برداری رسید. این مجموعه در تاریخ ۱۶ فروردین ۱۳۷۷ با شمارهٔ ثبت ۱۹۷۷ به‌عنوان یکی از آثار ملی ایران به ثبت رسیده‌است.
این میدان با چهار ساختمان و هشت گنبدی به گونه منحنی‌شکل و قرینه ساخته شده‌است. ساختمان‌ها گرداگرد چهارگوشه میدان را دربر گرفته‌اند. همه خیابان‌هایی که به میدان حسن‌آباد منتهی می‌شوند سنگفرش شده‌اند. همچنین زیرگذری شمالی- جنوبی برای گذر خودروها و پیوند خیابان‌های حافظ و وحدت‌اسلامی (شاهپور) در زیر میدان ساخته شده‌است. پیرامون میدان را فروشگاه‌های ابزار و یراق‌آلات و قفل‌فروشی دربرگرفته و در سویه جنوبی میدان بورس سیسمونی فروش‌ها و در بخش شمالی مرکز فروش مبلمان اداری و لوازم چوبی است.

## پیشینه

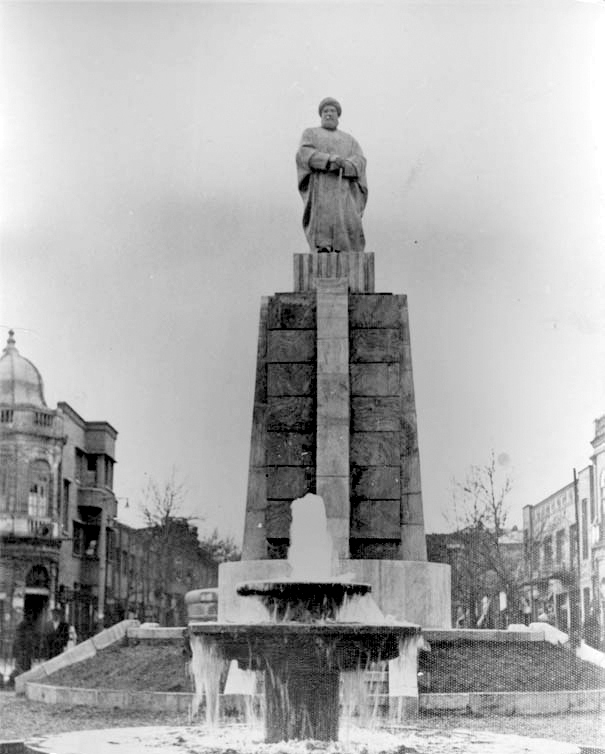
میدان حسن‌آباد تهران در دهه ۱۳۲۰ و تندیس ملک‌المتکلمین از مبارزان مشروطه‌خواه

پیش از ساخت این میدان تاریخی، باغ بزرگی در این منطقه وجود داشت که از املاک میرزا یوسف آشتیانی بود. پس از گسترش یافتن تهران، او آن منطقه را به نام پسرش، حسن، «حسن‌آباد» نامگذاری کرد. پس از درگذشت میرزا یوسف آشتیانی، ورثه این ملک را تکه‌تکه کرده و به فروش رساندند به گونه‌ای که در دل محله مسکونی حسن‌آباد تنها دو چهارراه از آن باقی ماند.
تا پیش از طرح گسترش تهران این منطقه چهارراهی کوچک باقی ماند که در ناحیه شمال غرب آن روزهای تهران قرار گرفته بود. گذرگاه‌های این محله نیز به مانند دیگر گذرگاه‌های تهران قدیم کم‌عرض و پیچ در پیچ بود. پس از تغییر سلطنت از قاجار به پهلوی، یکی از کارهای رضاشاه مدرنیزاسیون در تهران بود. برای همین منظور یکی از افسران خود یعنی سرتیپ کریم آقا بوذرجمهری را برای اصلاح و بازسازی تهران به ریاست شهرداری برگمارد. در زمان بوذرجمهری بود که چهارراه حسن‌آباد به میدانی دایره‌ای‌شکل به شعاع ۴۵ متر و مساحت حدود ۶۵۰۰ متر بنا تبدیل شد و در سال ۱۳۰۹ به بهره‌برداری رسید. با ساخت ساختمان‌های گنبدی پیرامون این محله به هشت‌گنبد معروف شد.
میدانی که به مناسبت هشت‌گنبد فلزی مدورش آن را چهارراه هشت گنبد می‌گفتند. امروز نیز گوشه باختری میدان، روی کاشی فیروزه‌ای نام یکی از فروشگاه‌ها به نام «تیمچه هشت گنبد» نوشته شده‌است. از آن جایی که میدان با چهار بنای قرینه و هشت گنبد در چهار سوی میدان ساخته شده، میدان به «هشت گنبد» نامدار گشت؛ زمانی هم به میدان «پهلوی» و پس از سال ۵۷، میدان «حسن‌آباد» نامیده شد.
این میدان در سال‌های پیش از ۱۳۰۹ تنها یک چهارراه کوچک و محدود در محل تقاطع خیابان سپه و خیابان شاهپور بود. وزیر عدلیه وقت برای ایجاد حسن‌آباد بزرگ بخش بزرگی از خانه‌ها و مغازه‌های نزدیک به چهارراه را ویران کرد تا از میان ویرانه‌های آن میدان حسن‌آباد را بسازند.
چند دهه بعد به کوشش دکتر مهدی ملک‌زاده، فرزند ملک‌المتکلمین این میدان به نام او شد و تندیسی از ملک‌المتکلمین در این میدان نصب شد. در پی بازسازی بناهای این میدان، یکی از ساختمان‌های گنبدی میدان هشت گنبد (حسن‌آباد) در اوایل دهه ۱۳۵۰، تخریب شد تا به جای آن ساختمان چند طبقه شعبه بانک ملی با نمای شیشه‌ای در ضلع جنوب‌شرقی آن ساخته شود. با این ویرانی و آسیب به چهره میدان، قرینگی و یکپارچگی میدان از بین رفت. در سال ۱۳۸۰ و در پی بازسازی و مرمت دوباره میدان، شهرداری منطقه ۱۲ تهران، سازه‌ای نمایشی شبیه همان ساختمان گنبدی ویران‌شده قرینه ساختمان‌های دیگر میدان را به صورت دیواره و پوسته شماتیکی روی نمای ساختمان مدرن و شیشه‌ای بانک ملی بازسازی کرد تا یکپارچگی نمای میدان پاس داشته شود و تمامیت فضای معماری آن تا حدی بازگردد.

## معماری

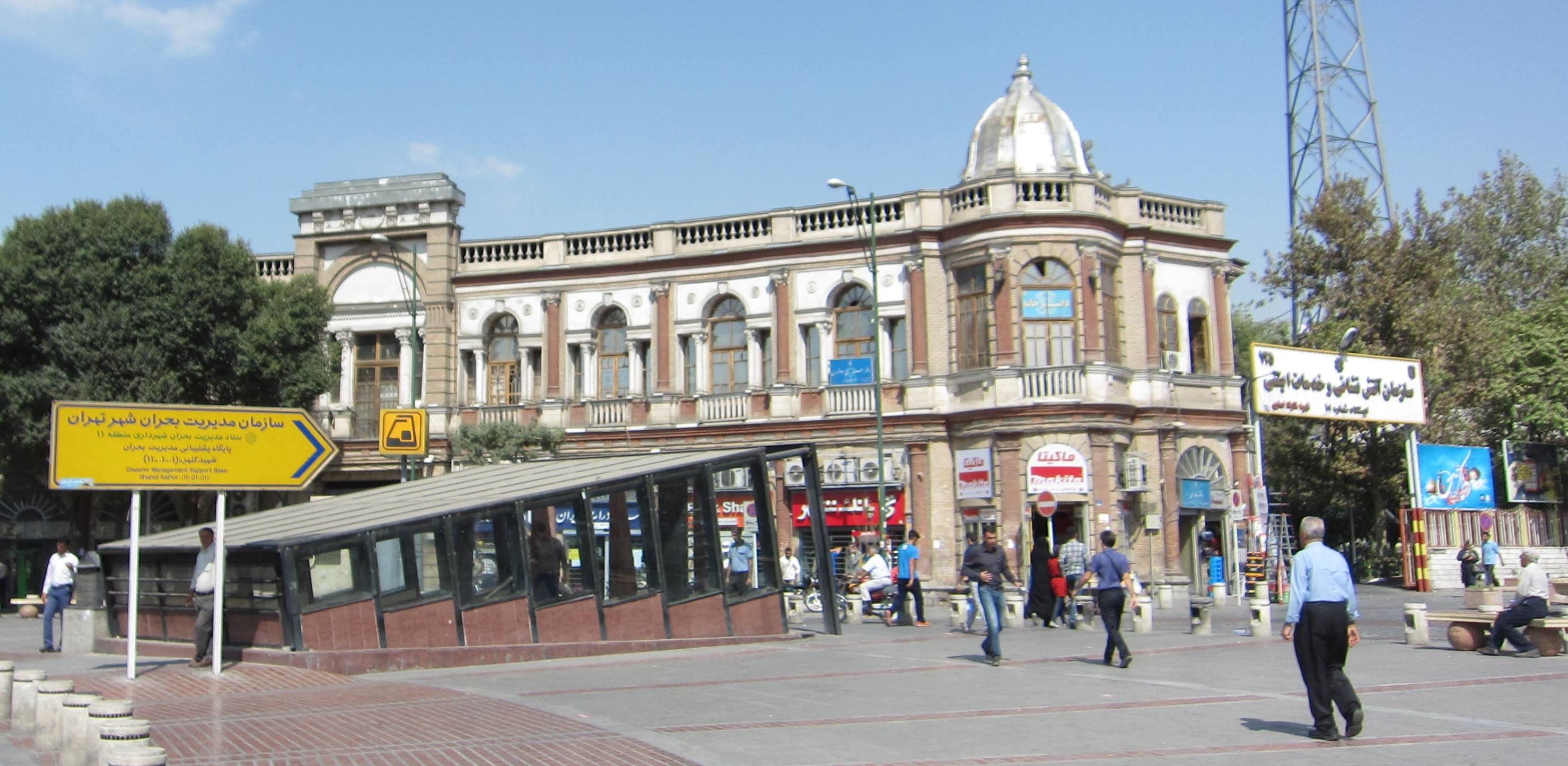
نمایی از میدان و ایستگاه متروی حسن‌آباد

ساختمان‌های چهار طرف میدان کار قلیچ باقلیان است و مهندس محاسب آن، معمار برجستهٔ ارمنی لئون تادوسیان بوده‌است. ساخت گنبدهای مدور میدان اثر استاد اکبر نکووقت تک که به استاد اکبر خواهرزاده معروف بودند.
پیش از انقلاب ۱۳۵۷ تندیسی از ملک المتکلمین از مبارزان شهید مشروطه خواه، در این میدان برپا بود که به علتی نامشخص به انبار پارک شهر انتقال یافت. پس از چندی که آهنگ برپایی دوباره آن برخاست، روشن شد که تندیس ناپدید شده‌است. طبق کتاب معماری معاصر ایران نوشته امیر بانی مسعود، معمار ساختمانهای دور میدان میرزا علیخان مهندس می‌باشد و به سبک نئوکلاسیک غربی طراحی شده و از پنجره‌های پالادیو در طبقه فوقانی آن استفاده شده‌است.

## بازسازی و بهسازی میدان

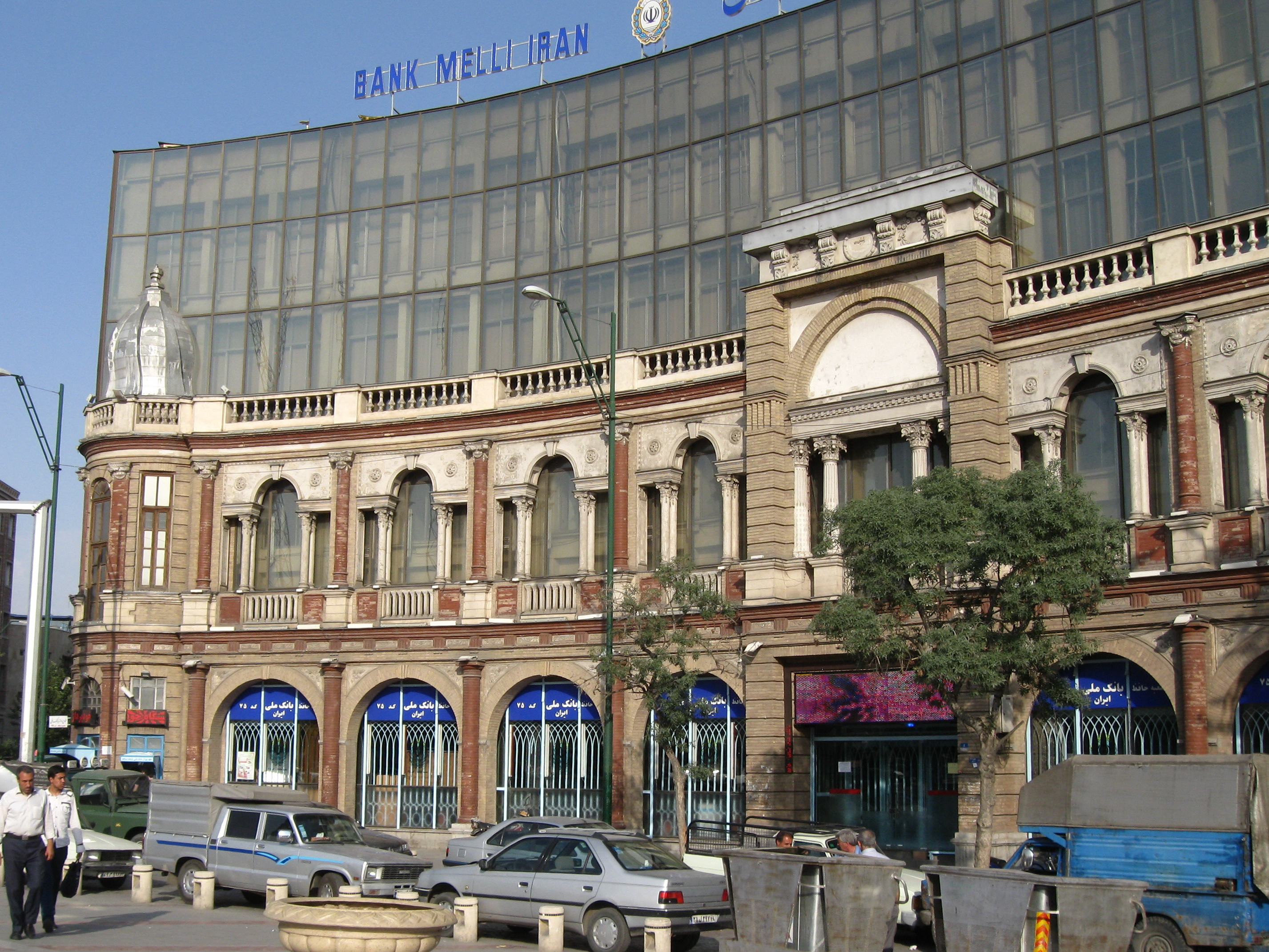
پوسته جدید ایجاد شده بر روی شیشه الحاقی بر روی نمای ساختمان بانک ملی در بدنه جنوب شرقی میدان برای همسان سازی ۴ بدنه

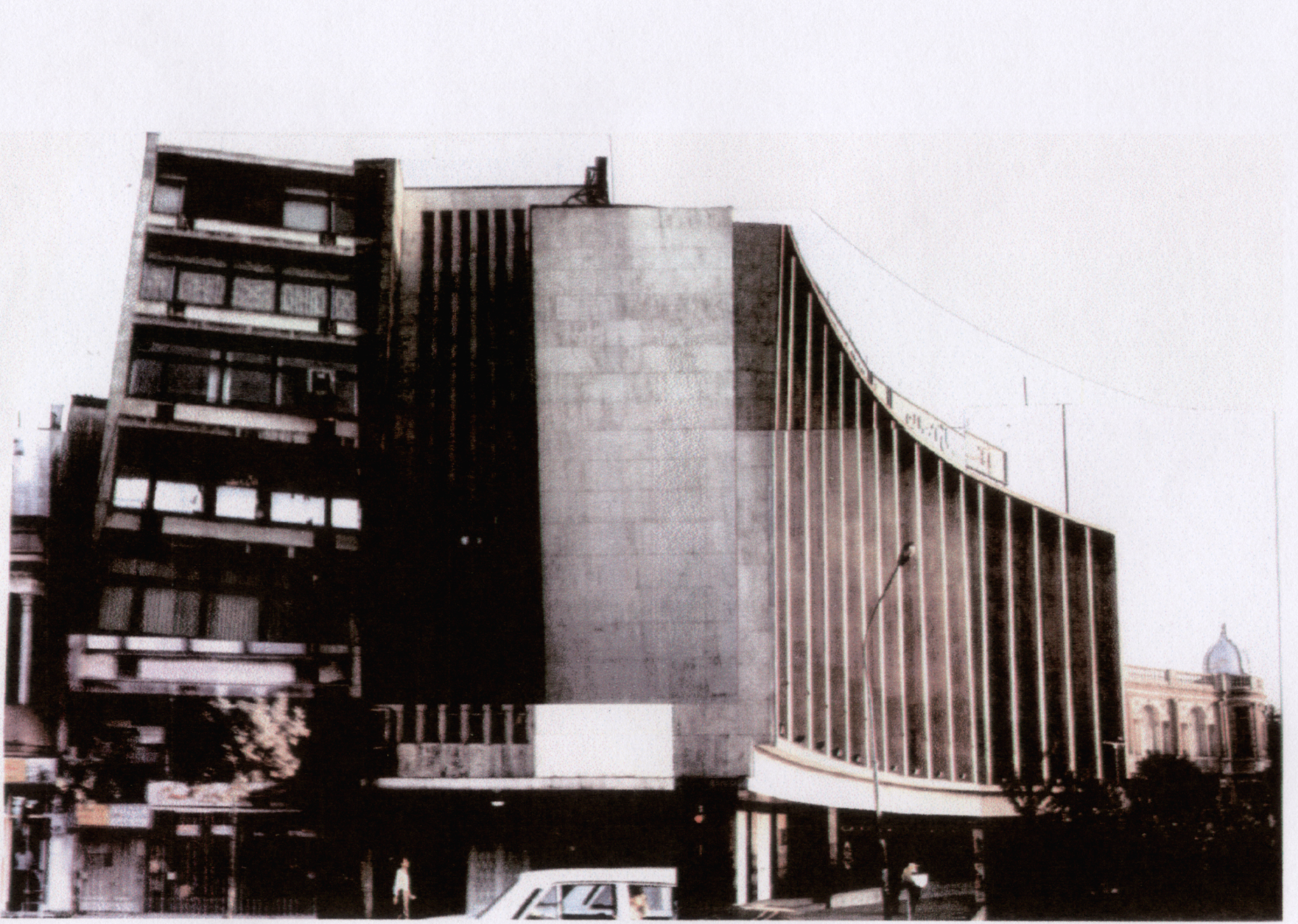
نمای اولیه بانک ملی حسن‌آباد در بدنه جنوب شرقی میدان که با طراحی محسن فروغی ساخته شده‌است.

در سال ۱۳۷۸ ساختمان‌های دورتادور میدان که دچار فرسودگی شده بود توسط سازمان زیباسازی شهر تهران و طراحی مرمت مهندسین مشاور آمود مرمت شده و این میدان شکوه نخستینش را تا اندازه‌ای بازیافت. ساختمان بخش جنوب‌شرقی میدان که شبیه سازه‌های سه سوی دیگر میدان بود در دوره‌ای تخریب شده و ساختمانی مدرن به جای آن ساخته شده بود. این ساختمان متعلق به بانک ملی ایران و در دهه ۵۰ توسط محسن فروغی با تخریب بدنه جنوب شرقی میدان ساخته شده‌است. در طرح مرمت این میدان در جلوی ساختمان نوین بانک، با ایجاد نمای شیشه‌ای سازه‌ای مشابه سایر بدنه‌ها بر روی نمای بانک ملی ساخته شد تا هویت فضای معماری میدان از دید ناظر به وضعیت اولیه بازگردد (تصویر پایین را ببینید). همچنین با توجه به اینکه در طرح اولیه ایستگاه مترو حسن‌آباد شرکت فرانسوی طراح مترو خروجی‌های ایستگاه مترو در سه بدنه میدان جانمایی شده بود، در طراحی ایستگاه در هماهنگی با طرح مرمت میدان تاریخی، بازنگری صورت گرفت و با ایجاد زیرگذر سواره شمالی جنوبی خیابان حافظ، طرح ترافیکی میدان نیز در جهت آرام سازی سطح بازنگری شده و کفسازی میدان به صورت سنگفرش شده‌است.

## حادثه
شامگاه چهارشنبه ۲۶ تیرماه ۹۸ سقف شیروانی این میدان تاریخی دچار آتش‌سوزی شدیدی شد و دو گنبد از ۸ گنبد آن آسیب جدی دید. با وجود همجواری آتش‌نشانی با این میدان، این اثر زیبای ملی نتوانست از آتش‌سوزی انبار مجاور جان سالم به در ببرد.

## نگارخانه

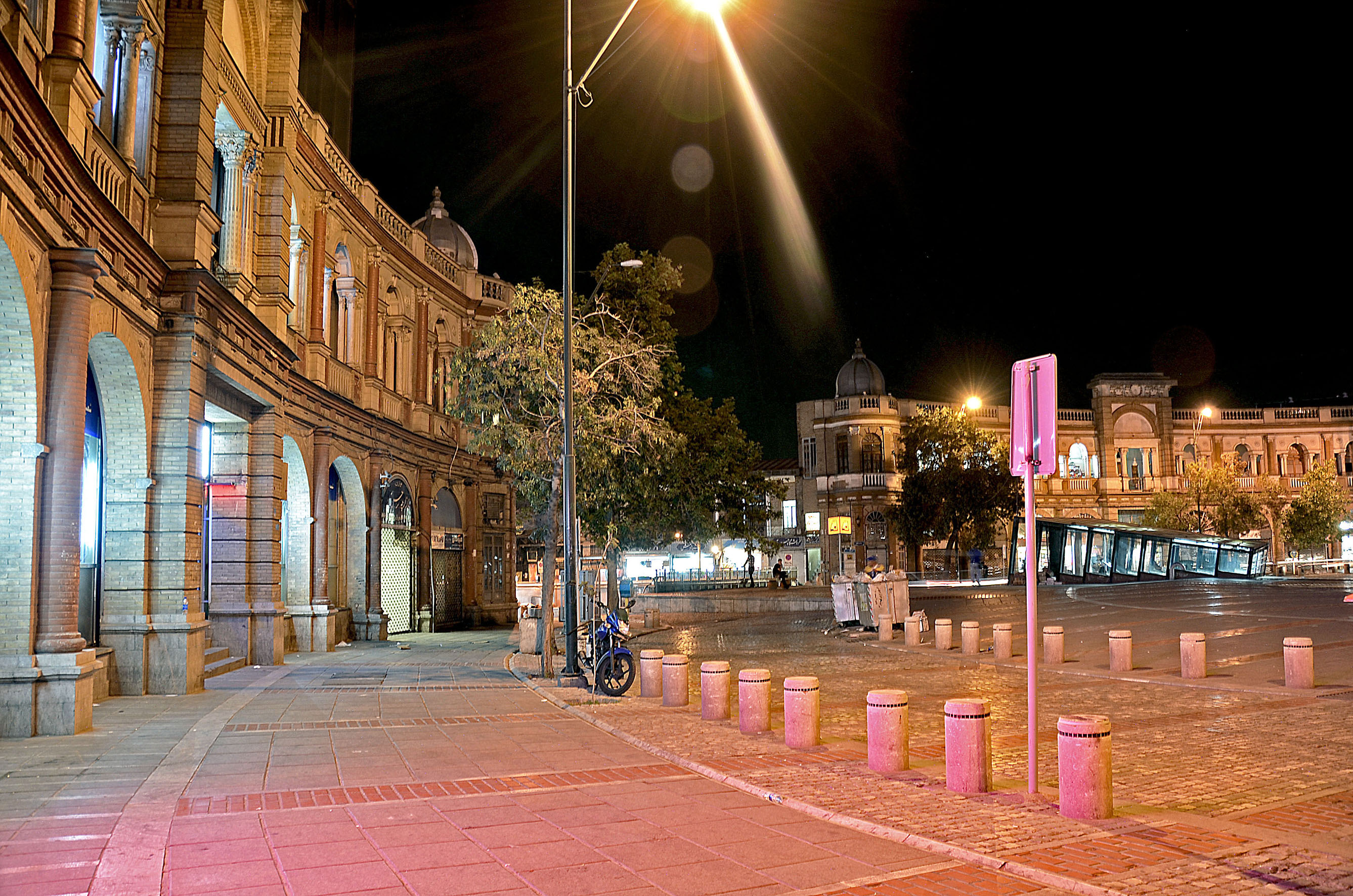
میدان حسن‌آباد در شب
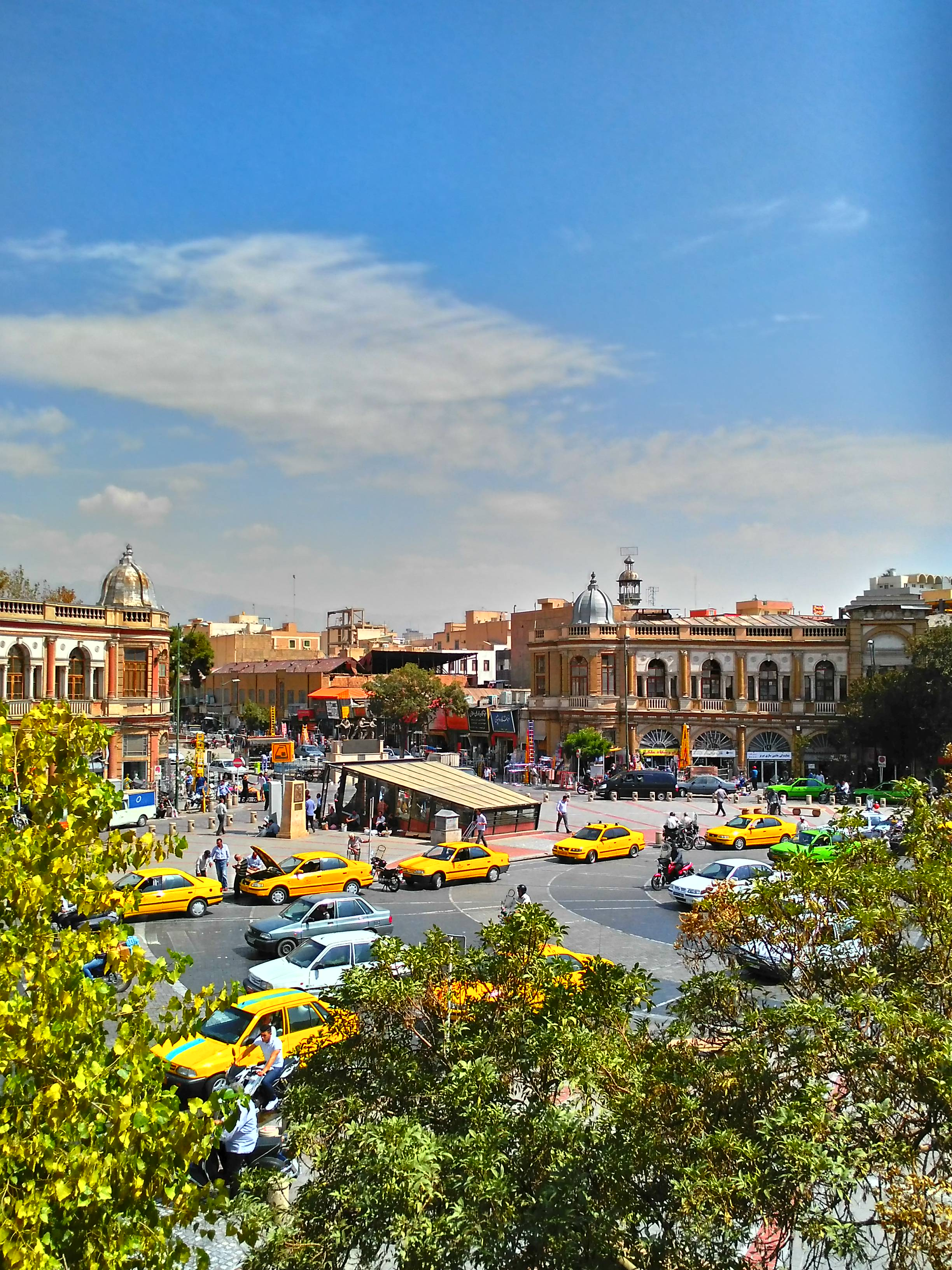
میدان حسن‌آباد
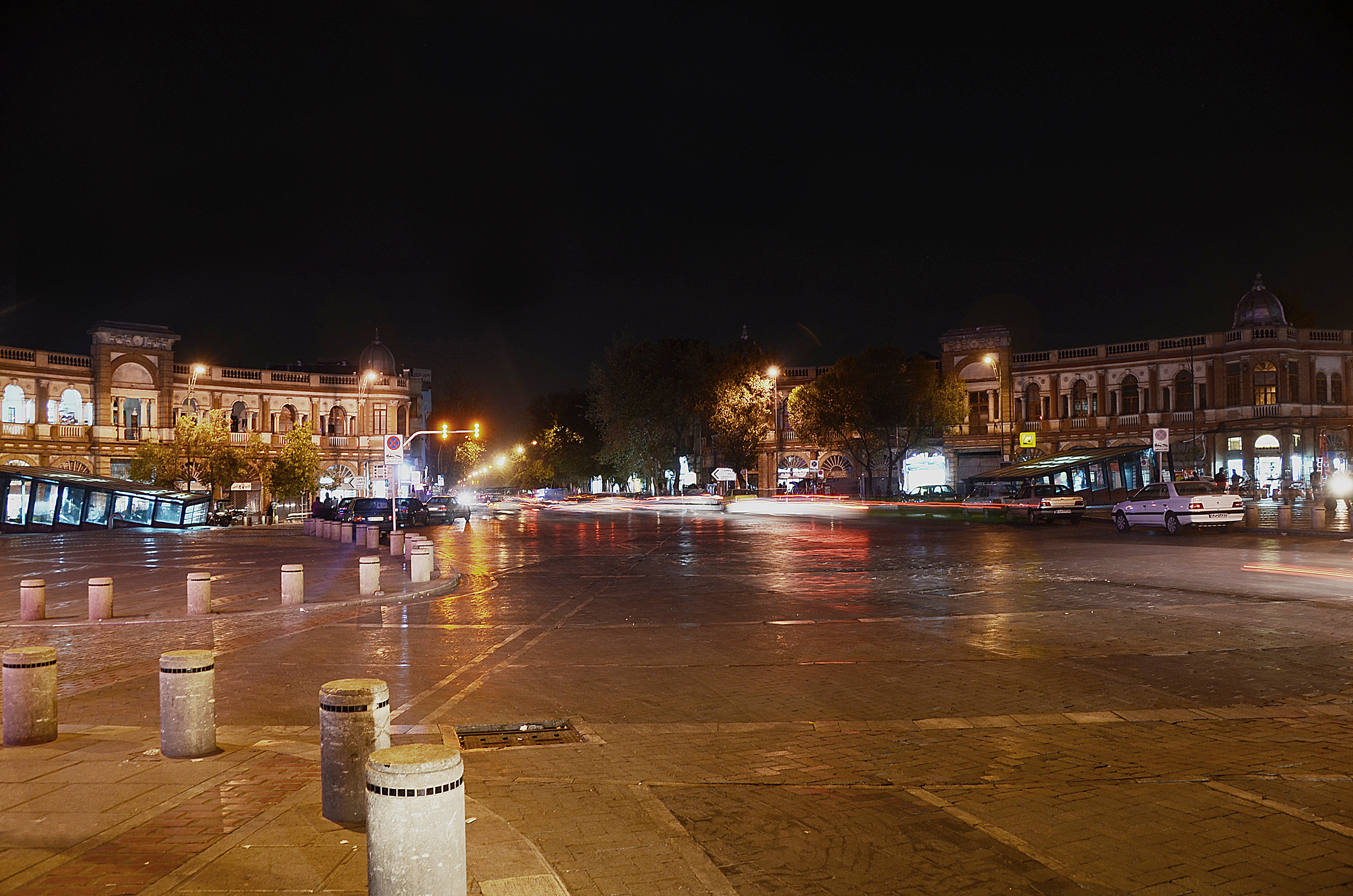
میدان حسن‌آباد در شب
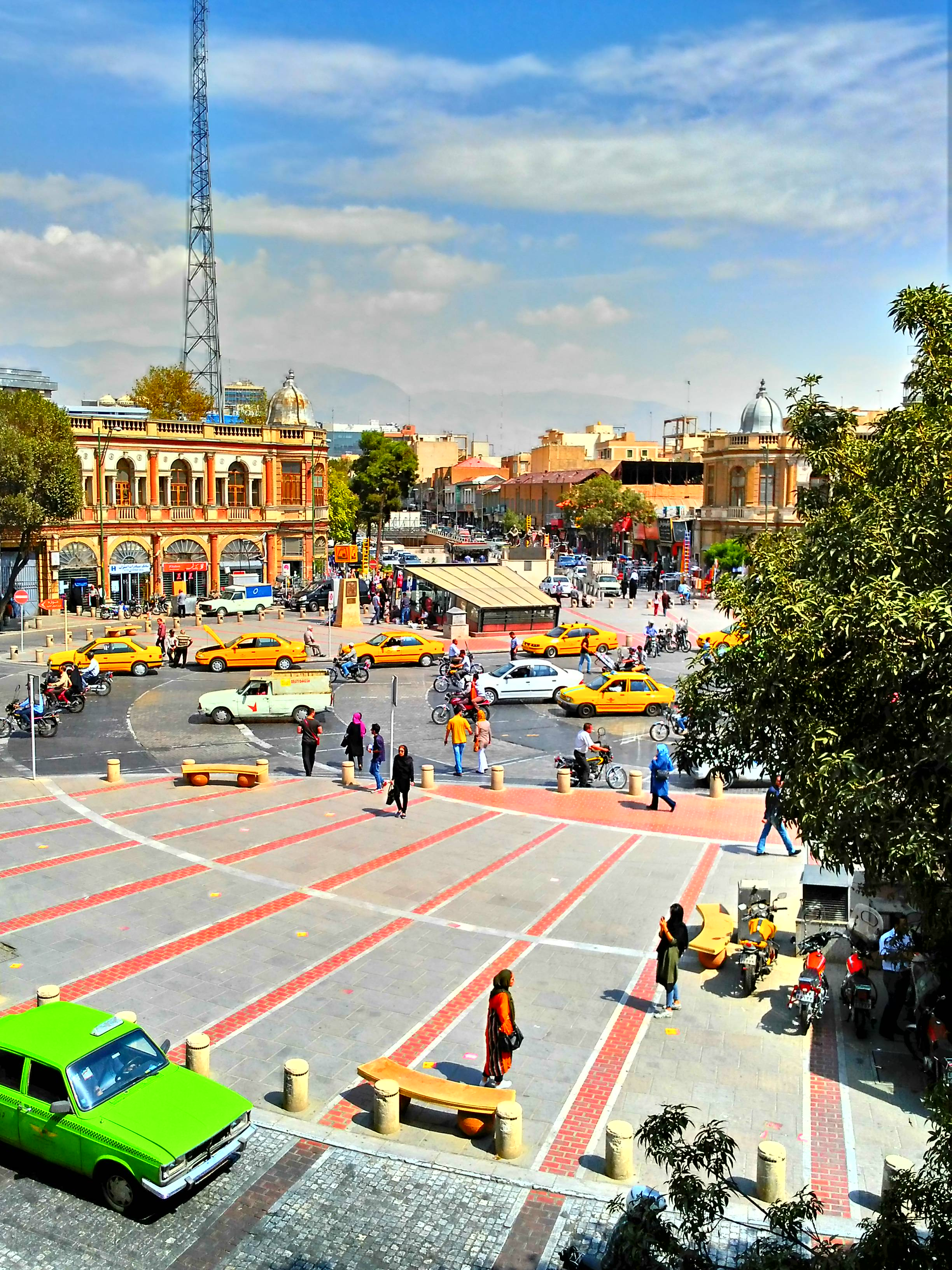
میدان حسن‌آباد
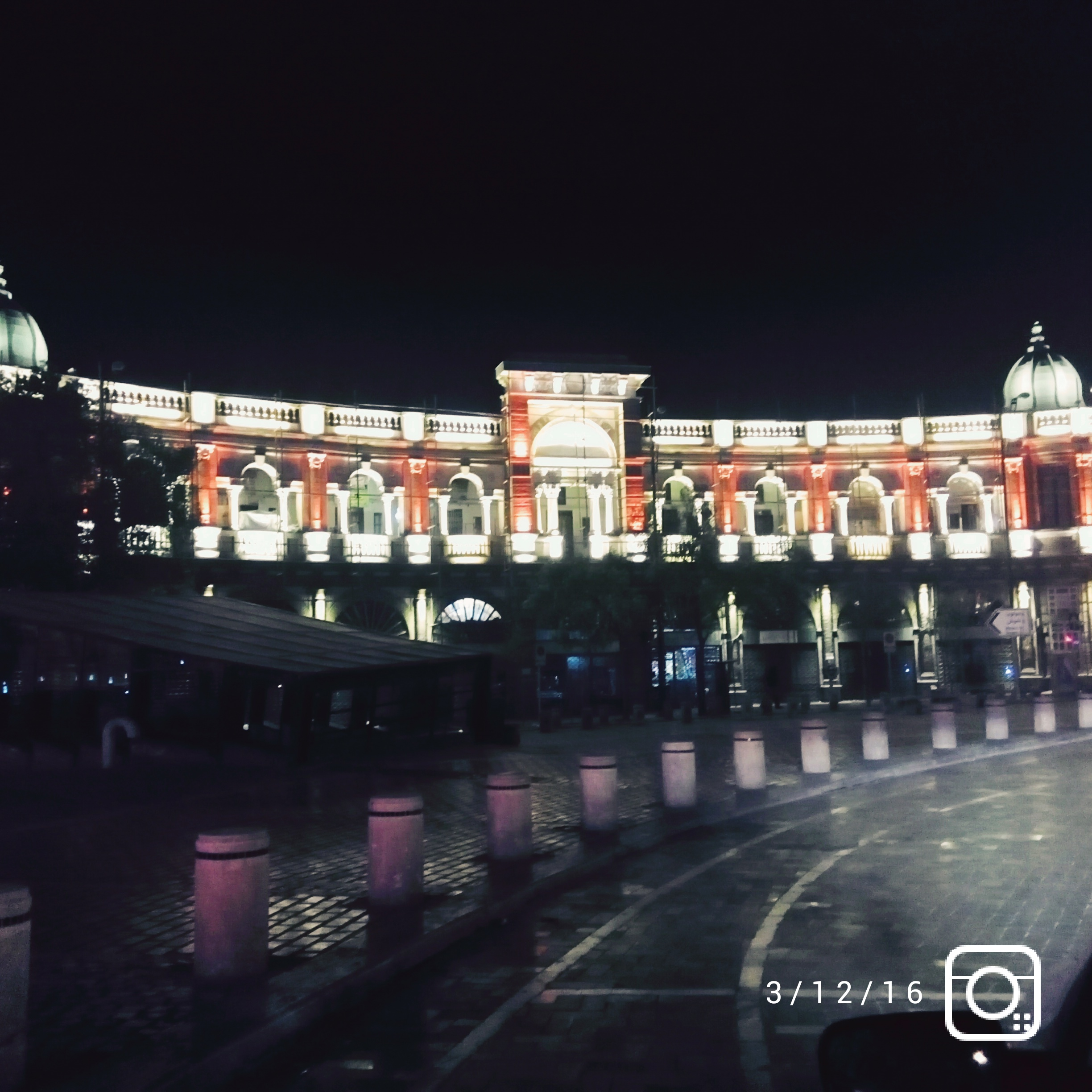
نورپردازی در شب
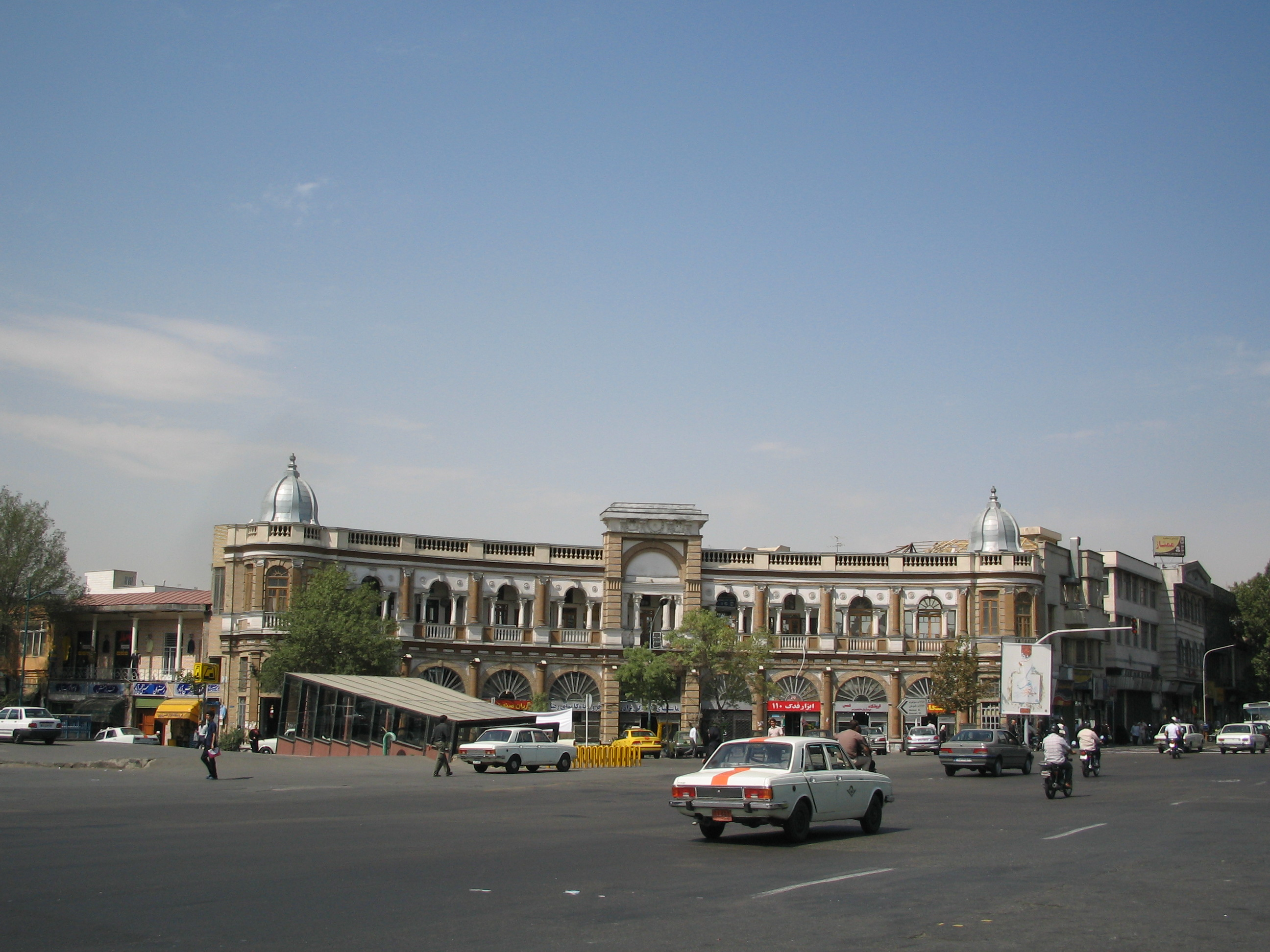
نمای کلی میدان حسن‌آباد تهران
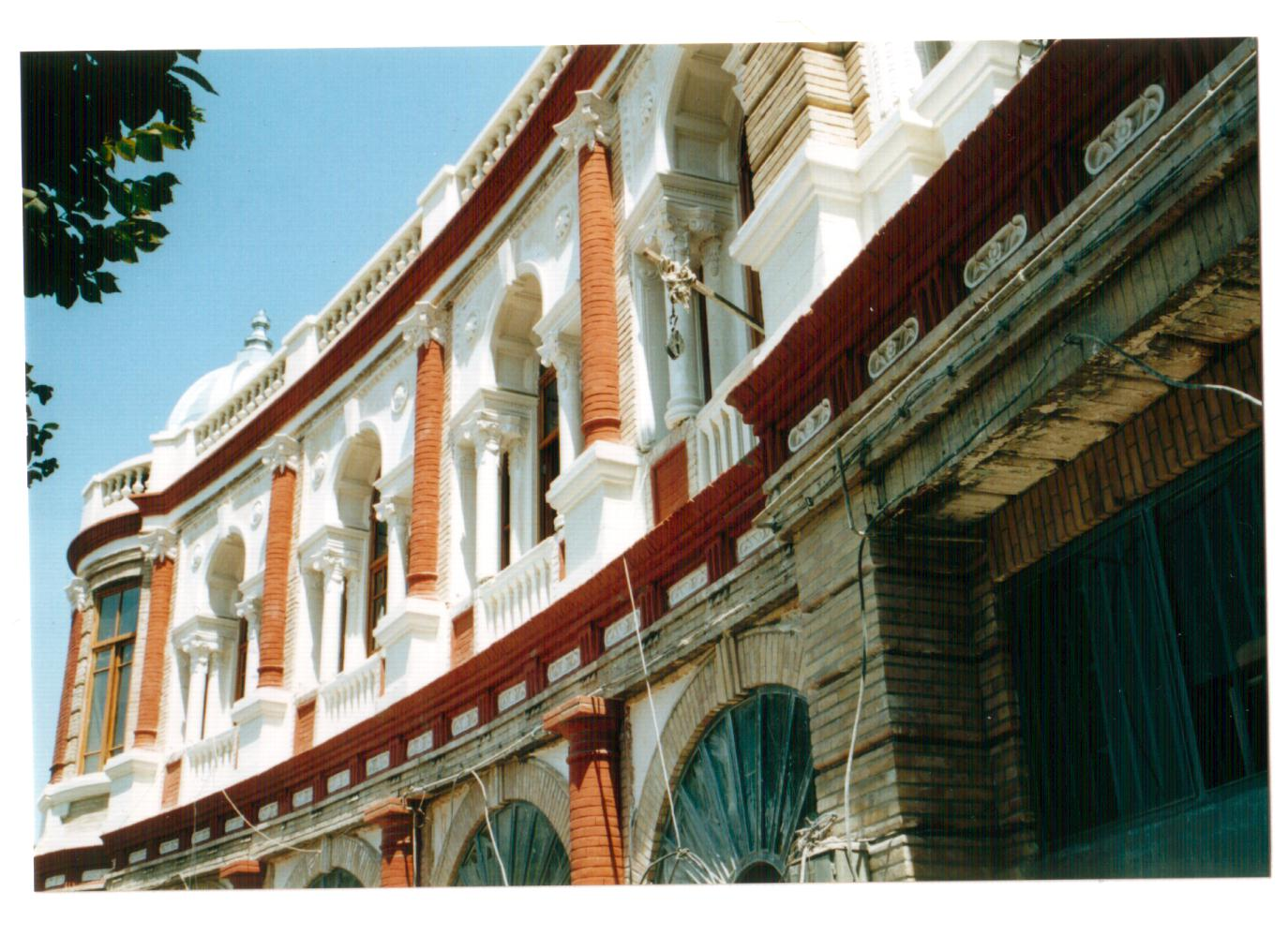
جزئیات معماری یکی از ساختمان‌ها
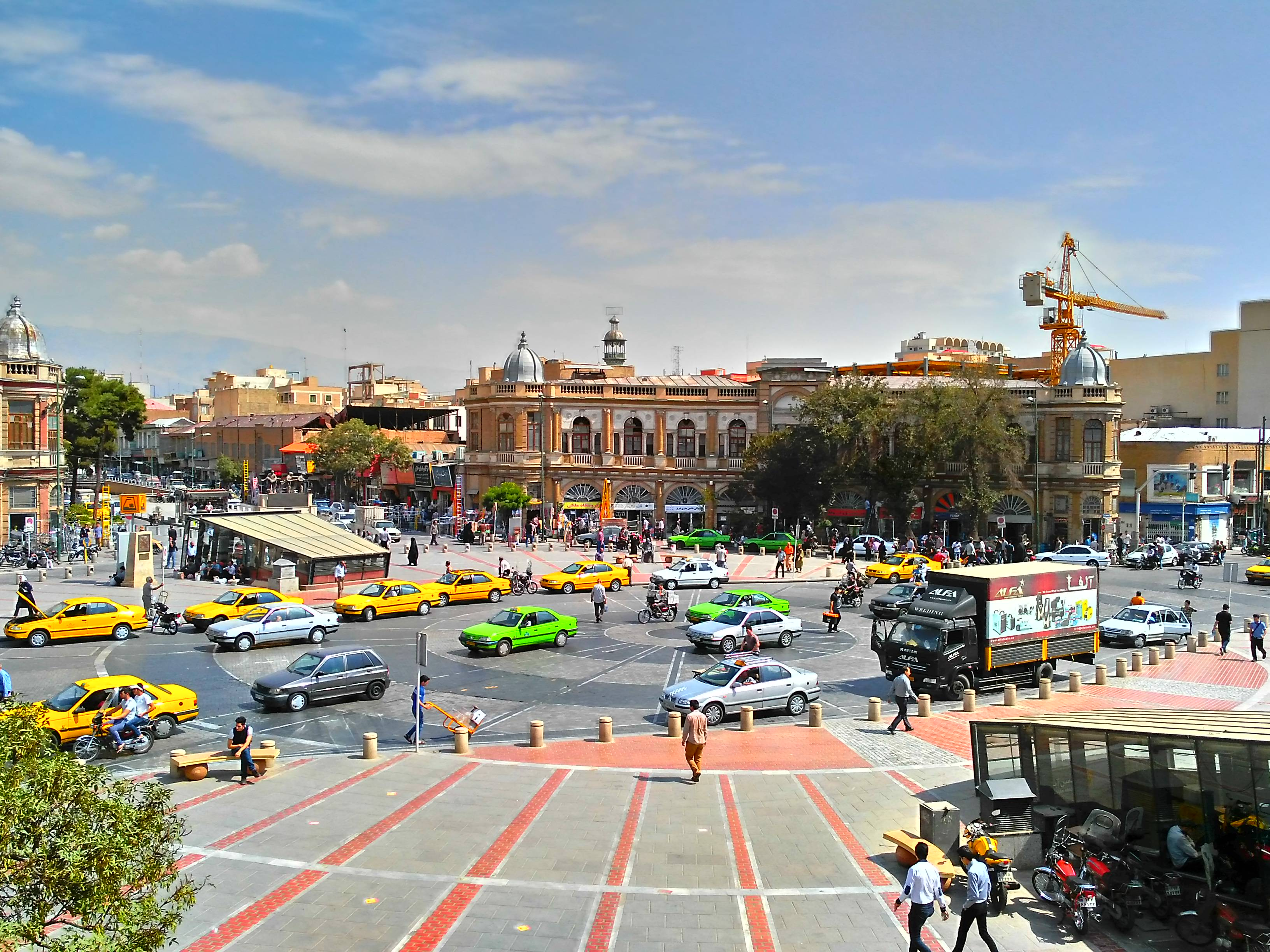
میدان حسن‌آباد
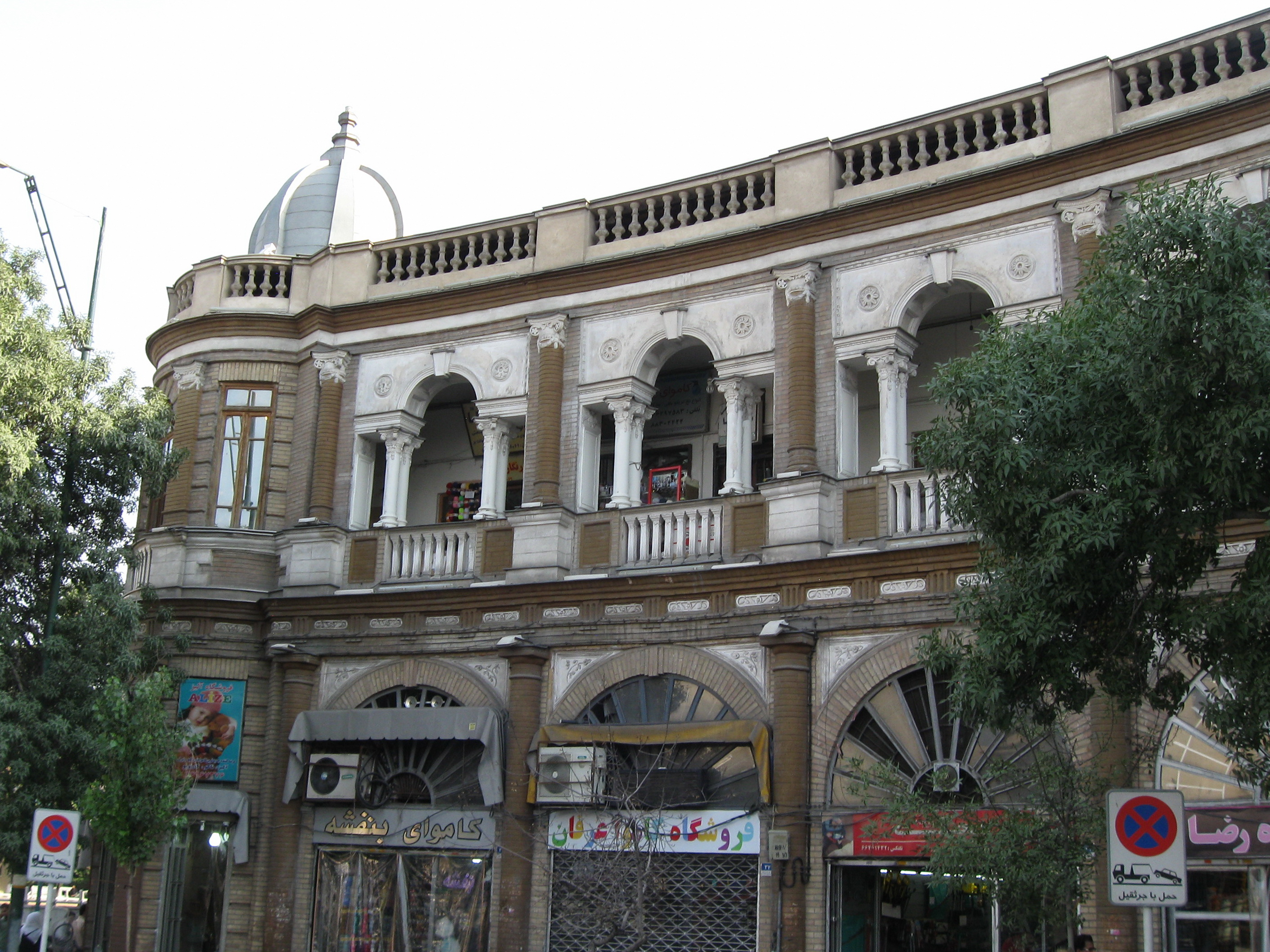
جزئیات معماری یکی از ساختمان‌ها
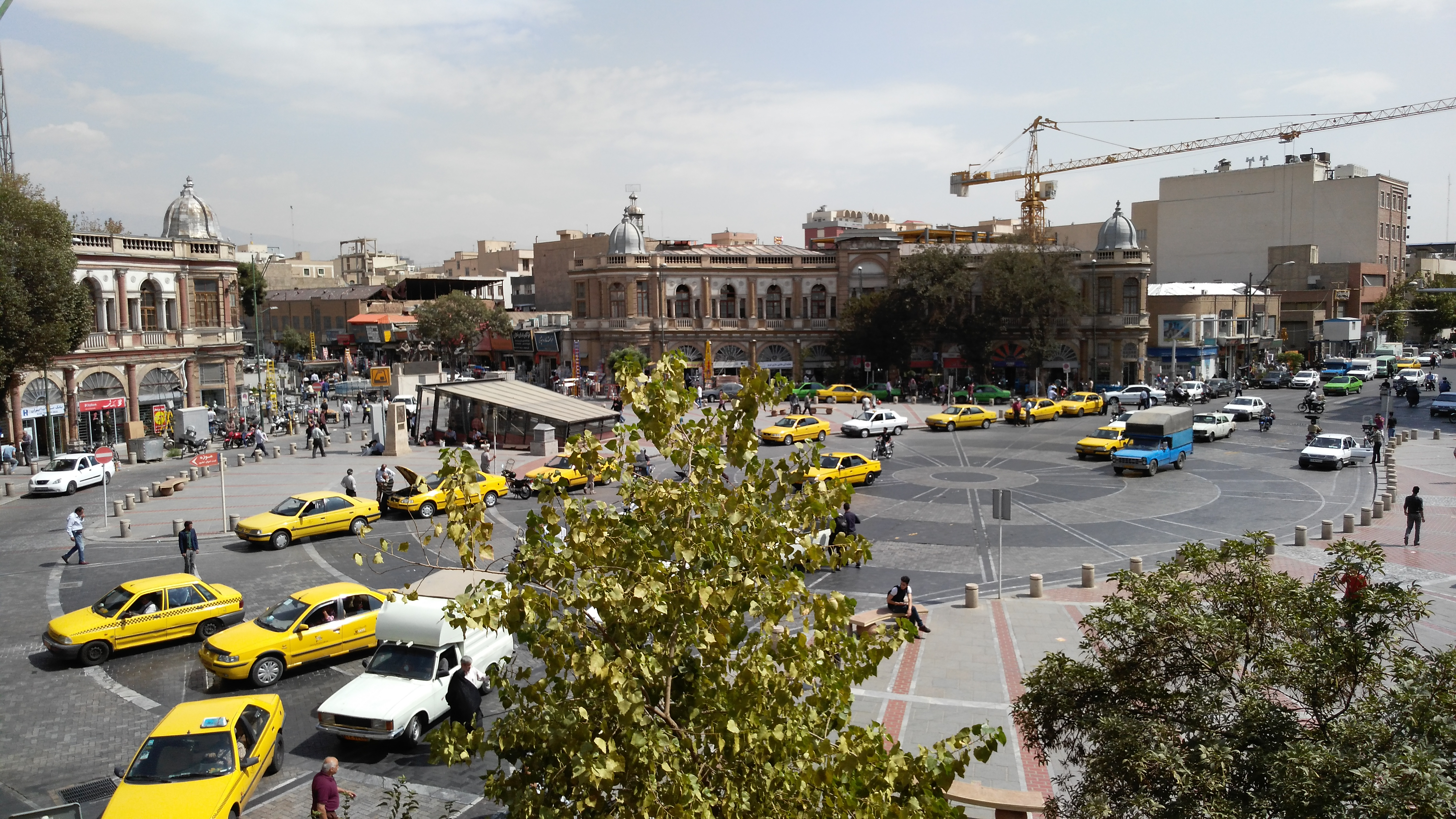
میدان حسن‌آباد
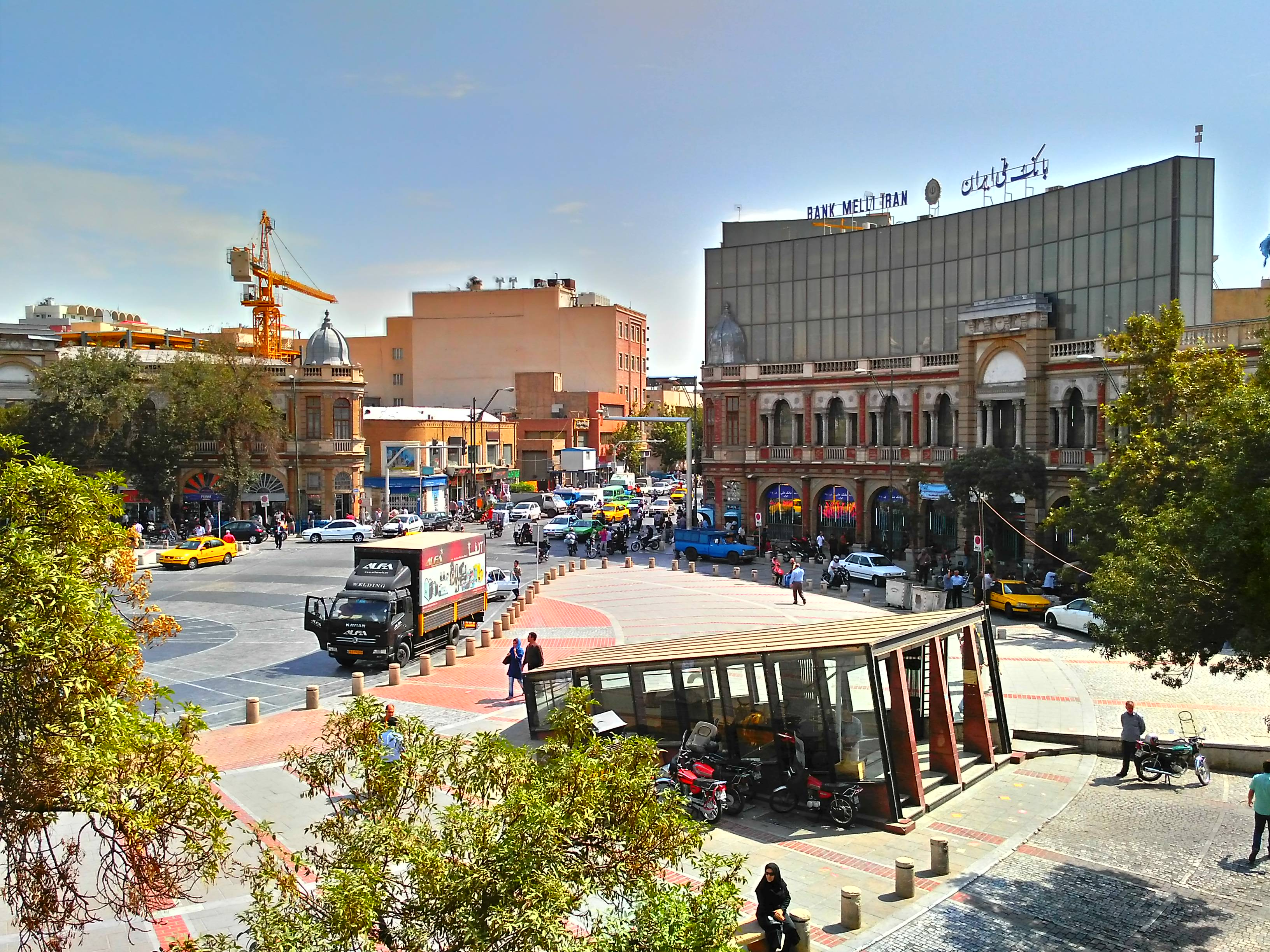
میدان حسن‌آباد
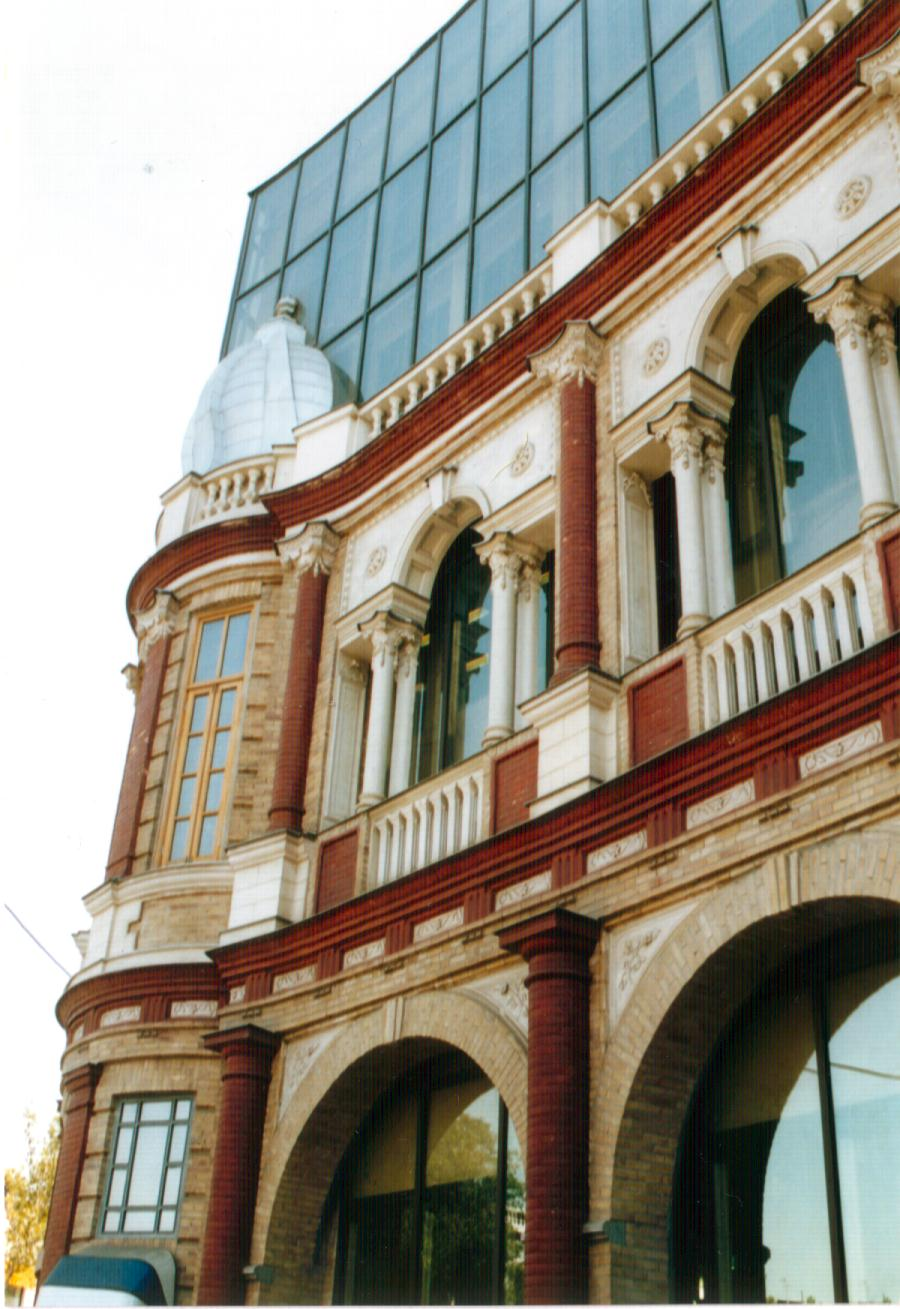
سازهٔ نمایشی جلوی ساختمان نماشیشه‌ای بانک ملی
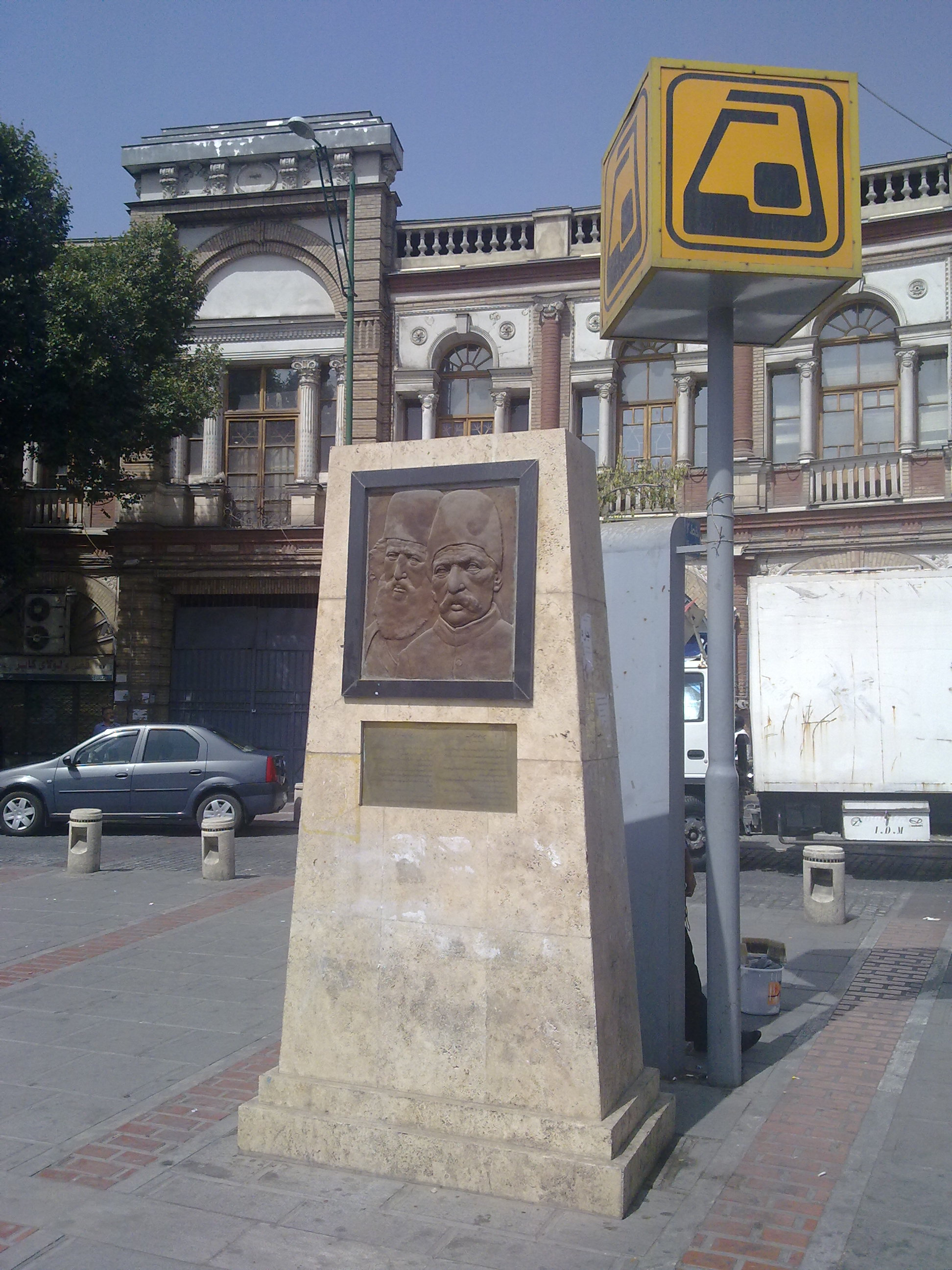
ستون یادبود میرزا محمدرضا کلهر و میرزا کوچک خان در میدان حسن‌آباد
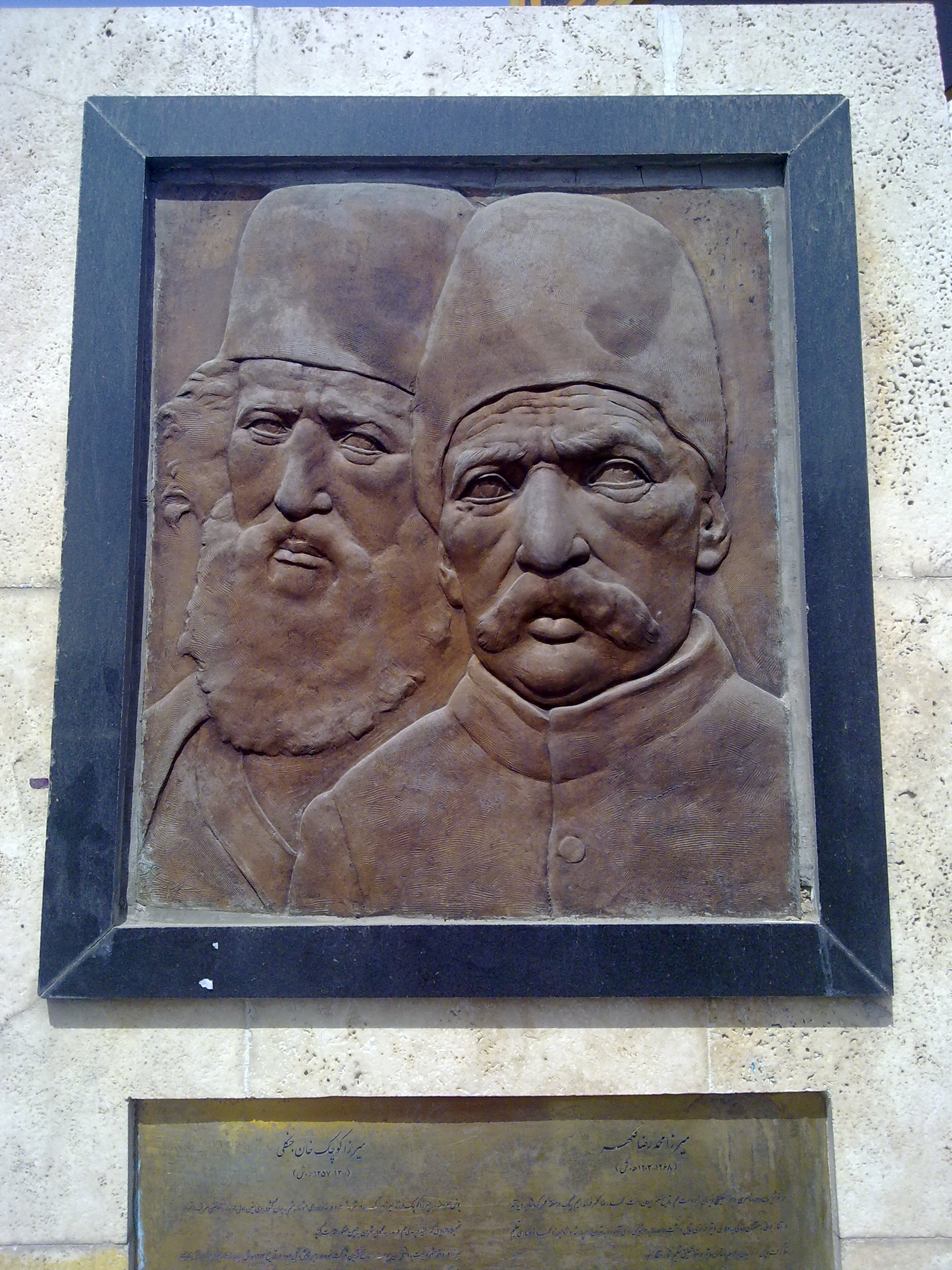
کتیبهٔ روی ستون یادبود که تصویر میرزا محمدرضا کلهر و میرزا کوچک خان را نشان می‌دهد
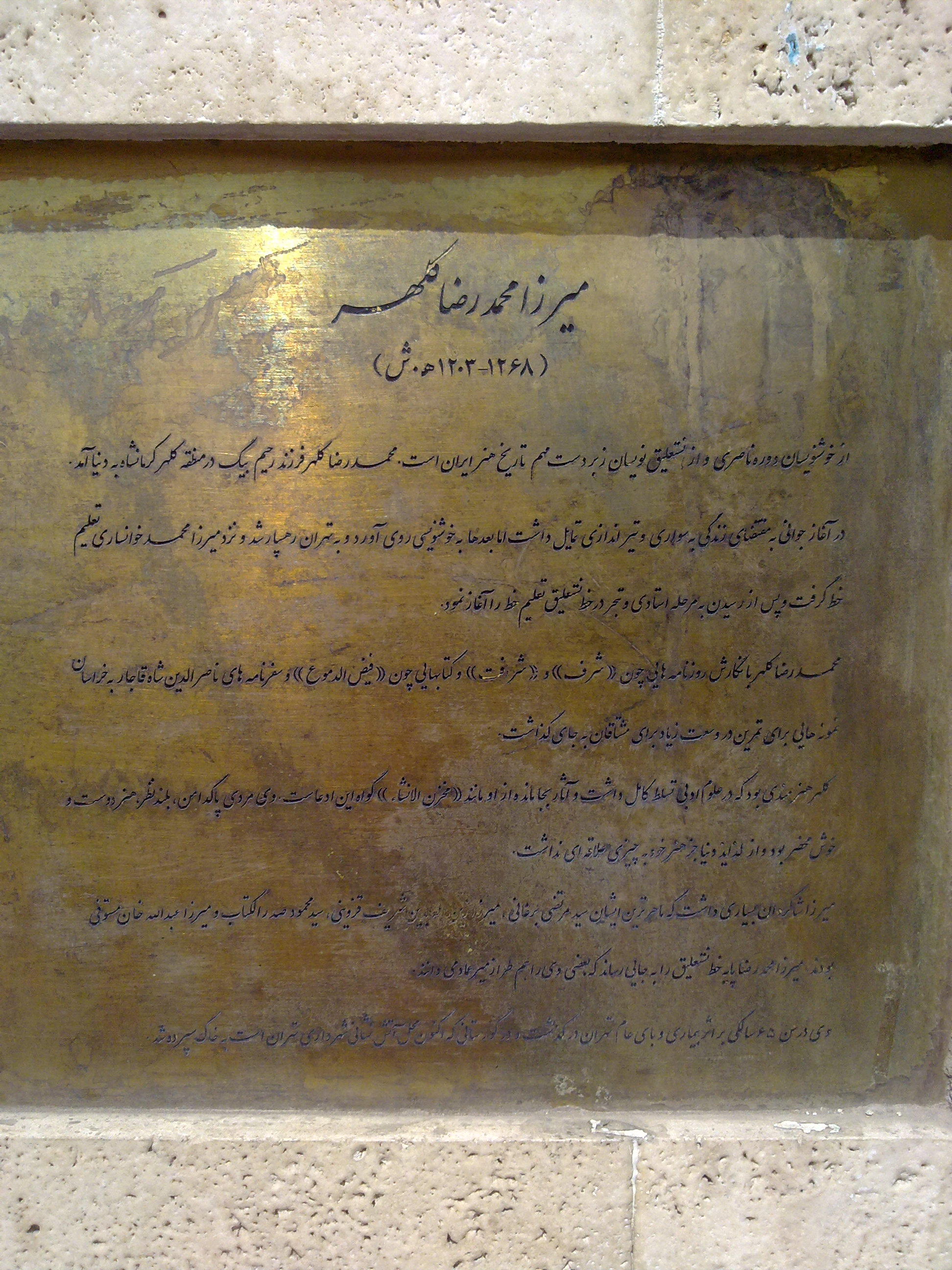
لوح یادبود میرزا محمدرضا کلهر و میرزا رضا کلهر بر روی ستون یادبود
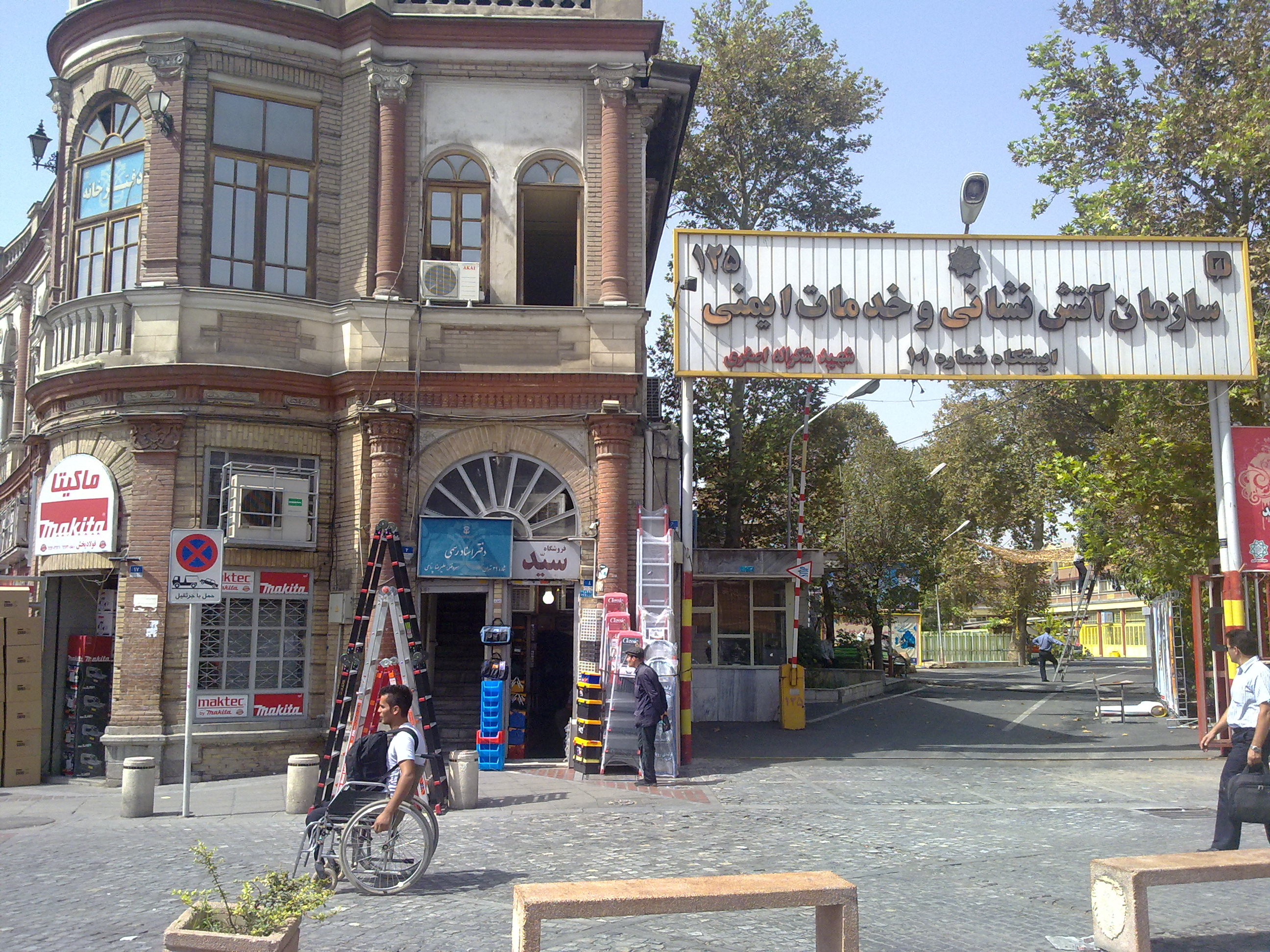
ایستگاه آتش‌نشانی میدان حسن‌آباد که بر روی قبرستان قدیمی حسن‌آباد ساخته شده‌است.
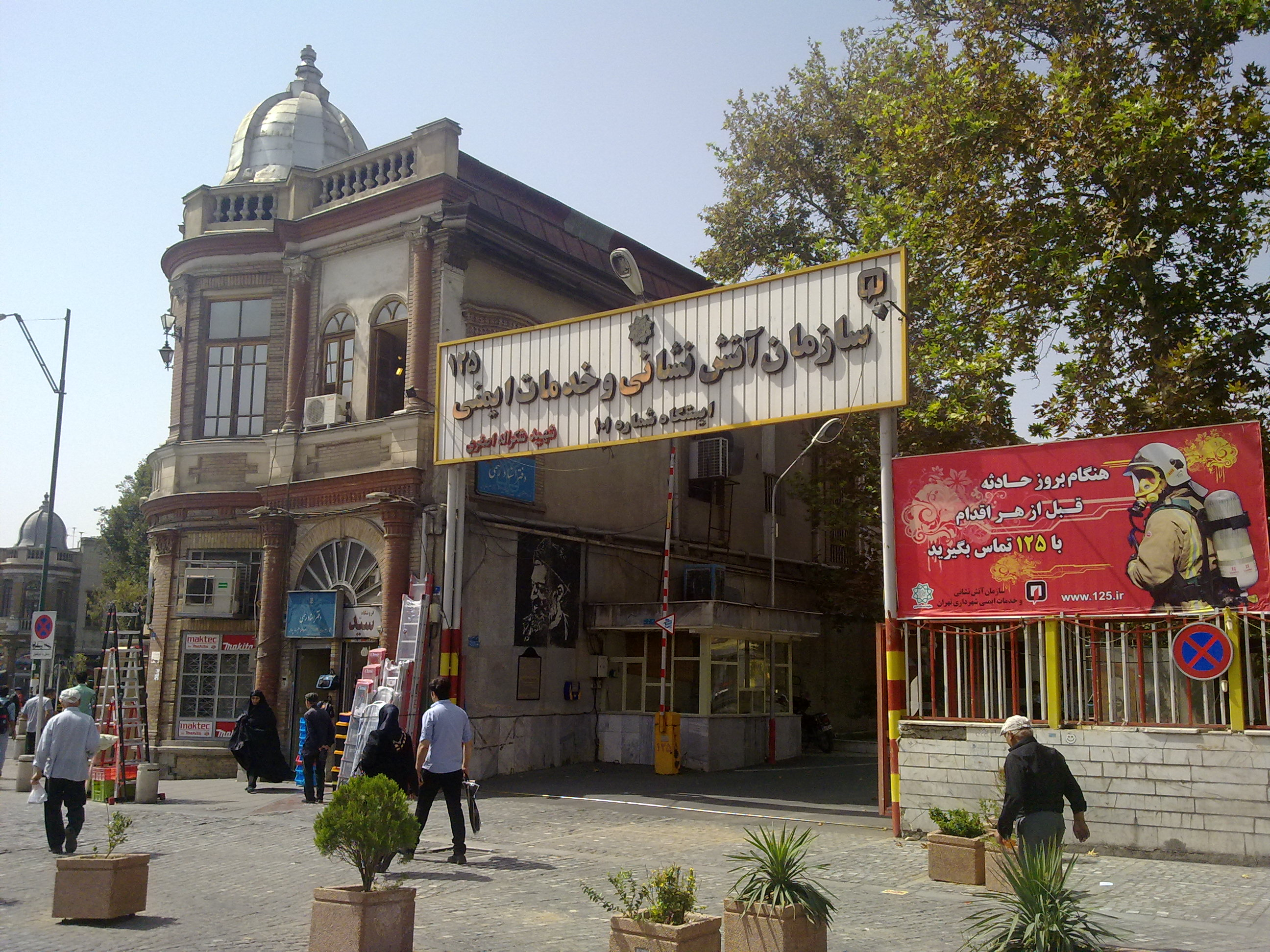
ایستگاه آتش‌نشانی حسن‌آباد